# アリス・サンチェス
アリス・サンチェス（Alys Sánchez、1986年9月3日 - ）は、ベネズエラの女子プロボクサー。元WBA女子世界スーパーバンタム級暫定王者。

## 来歴
パナマを拠点として2006年9月30日プロデビュー。
2012年3月30日、パウリナ・カルドナと空位のWBAフェデフェムフェザー級王座を争い、判定で初タイトル獲得。
2012年4月28日、初防衛戦を母国ベネズエラで決行し、ダイアナ・ガルシアに負傷判定で勝利し初防衛成功。
2012年12月8日、ジャマイカでマリア・エレナ・ビラロボスとWBA女子世界スーパーバンタム級暫定王座を争い、判定で王座獲得。
2014年5月14日、ティフアナでジャッキー・ナバと対戦し、プロ初のKO負けとなる7回46秒KO負けを喫し初防衛に失敗、王座から陥落した。
2015年2月16日、WBA女子世界スーパーバンタム級暫定王者リリアナ・パルメラと対戦するが、1-2の判定で敗れ7ヵ月ぶりの王座返り咲きならず。

## 戦績
- プロボクシング: 26戦 17勝（6KO） 1分 8敗

## 獲得タイトル
- WBAフェデフェムフェザー級王座
- WBA女子世界スーパーバンタム級暫定王座